# フェリシア・バランジェ
フェリシア・バランジェ（Félicia Ballanger。1971年6月12日- ）はフランス・ラ・ロッシュ＝シュル＝ヨン出身の元女子自転車競技（トラックレース）選手。

## 経歴
レジオンドヌール勲章を受章したスプリントの世界的名選手、ダニエル・モレロンの指導を受け、1995年から1999年まで5年連続で世界自転車選手権のスプリント、500mタイムトライアルの二冠を達成。また、1996年アトランタオリンピックではスプリント（500mタイムトライアルは当大会未実施）、2000年シドニーオリンピックではスプリント、500mタイムトライアルでいずれも金メダルを獲得し、まさに女子短距離界では無敵を誇った。さらに1998年8月29日のボルドーにおいて、500mタイムトライアルの世界新記録（34秒010）をマークした。
シドニーオリンピック終了後に引退。2001年にフランス自転車連盟の副理事長に就任した。現在はニューカレドニア在住。なおフェリシアという名前は、イタリアの名自転車選手、フェリーチェ・ジモンディにちなんでつけられたということだそうである。

## 主な成績
1988年
- ジュニア世界選手権自転車競技大会 スプリント 優勝

1991年
- フランス選手権 スプリント 優勝

1992年
- フランス選手権 スプリント 優勝

1994年
- フランス選手権 スプリント 優勝
- 世界選手権 スプリント 2位

1995年
- 世界選手権
  -  スプリント 優勝
  -  500mTT 優勝
- フランス選手権 
  - スプリント 優勝
  - 500mTT 優勝

1996年
- アトランタオリンピック
  -  スプリント 優勝
- 世界選手権
  -  スプリント 優勝
  -  500mTT 優勝
- フランス選手権 
  - スプリント 優勝
  - 500mTT 優勝

1997年
- 世界選手権
  -  スプリント 優勝
  -  500mTT 優勝
- フランス選手権 
  - スプリント 優勝
  - 500mTT 優勝

1998年
- 世界選手権
  -  スプリント 優勝
  -  500mTT 優勝
- フランス選手権 
  - スプリント 優勝
  - 500mTT 優勝
- UCIトラックワールドカップ
  - ベルリン - 500mTT・スプリント 優勝
  - イエール - 500mTT・スプリント 優勝

1999年
- 世界選手権
  -  スプリント 優勝
  -  500mTT 優勝
- フランス選手権 
  - スプリント 優勝
  - 500mTT 優勝
- UCIトラックワールドカップ
  - フリスコ - 500mTT・スプリント 優勝

2000年
- シドニーオリンピック
  -  スプリント 優勝
  -  500mTT 優勝
- 世界選手権
  -  スプリント 優勝
  -  500mTT 優勝